# Lagonda Rapide
Lagonda Rapide – sportowy samochód osobowy produkowany przez brytyjską firmę Lagonda w latach 1961–1964. Dostępny był jako 4-drzwiowy sedan. Do napędu użyto silnika DOHC R6 o pojemności czterech litrów. Moc przenoszona była na oś tylną poprzez 4-biegową manualną bądź 3-biegową automatyczną skrzynię biegów. Samochód został zastąpiony przez Astona Martina Lagondę.

## Dane techniczne

### Silnik
- R6 4,0 l (3996 cm³), 2 zawory na cylinder, DOHC
- Układ zasilania: gaźnik
- Średnica × skok tłoka: 96,00 mm × 92,00 mm
- Stopień sprężania: 8,25:1
- Moc maksymalna: 239 KM (176 kW) przy 5000 obr./min
- Maksymalny moment obrotowy: 359 N•m przy 4000 obr./min